# La Sampablera
La Sampablera fue un enfrentamiento militar en Venezuela ocurrido el 2 de agosto de 1859, durante la Guerra Federal, en Caracas entre liberales y conservadores. El combate recibe el nombre por la zona donde se libró, entre el El Calvario y la plaza de San Pablo, donde las tropas liberales terminaron siendo repelidas.

## Antecedentes
Después de la Revolución de Marzo de 1858, Julián Castro es nombrado como presidente interino de Venezuela el 6 de enero de 1859 hasta que pudieran celebrarse elecciones. Con el inicio de la Guerra Federal, habiendo elecciones cercanas, Castro inicia una serie de maniobras políticas para mantenerse en el poder. El 7 de junio de 1859 Castro renuncia a la presidencia citando razones de enfermedad, dejando en el poder al Manuel Felipe de Tovar, quien conformó un nuevo gobierno de tendencia conservadora. Castro regresa al poder inesperadamente pocos días después, el 13 de junio, provocando la renuncia de los conservadores de su gabinete, quienes son sustituidos por liberales.
Castro posteriormente convocó a una Junta de Notables a su casa de habitación, planteándoles la situación del país. A partir de la reunión circuló el rumor bien fundamentado de que el gobierno asumiría el programa Federal y Revolucionario. El 1 de agosto de 1859 Castro es arrestado por órdenes del comandante de armas de Caracas, Manuel Vicente de las Casas.
La Junta de Notables designa una junta de gobierno provisorio federal a raíz del arresto de Castro, integrada por José Manuel García, Juan de Dios Morales, José Manuel Rivero, Estanislao Rendón y Juan Crisóstomo Hurtado. Como respuesta, Vicente de las Casas, comienza a organizar un contragolpe y solicita la presencia del vicepresidente Manuel Felipe de Tovar o del designado Pedro Gual, a quienes les correspondía tomar el mando por ley. Aunque se alegaba que la detención de Castro bajo el cargo de traición hacía innecesaria la renuncia al no ejercer la autoridad, Gual insiste en la necesidad de su renuncia y acepta asumir el mando sólo con esa condición con las formalidades requeridas. Castro se niega inicialmente por indignación, pero accede a hacerlo con la mediación del general Carlos Soublette. Castro redactó y firmó su renuncia el 2 de agosto a la 1:00 p. m. (HLV), la cual fue enviada al Congreso Nacional para su discusión. Mientras tanto, Manuel Vicente de las Casas coordina un contragolpe militar en defensa de la Constitución de 1858.

## Enfrentamiento
El general Pedro Vicente Aguado partió desde La Guaira para apoyar al gobierno provisional federalista, pero es sorprendido por los batallones Cinco de Julio y Constitución, dirigidos por sus respectivos comandantes, junto con varios ciudadanos armados, en defensa del gobierno centralista. El combate se desencadenó desde la colina de El Calvario hasta la plaza de San Pablo, tuvo lugar durante cuatro horas y dejó el saldo de sesenta muertos, varios heridos y múltiples detenidos.
Las tropas federales fueron repelidas, las fuerzas conservadoras tomaron control de la situación y el gobierno provisional federalista fue disuelto. Pedro Gual anunció al país que luego de que Julián Castro renunciara y cesara sus funciones, le correspondía ejercer el poder ejecutivo como designado, de acuerdo con la normativa legal.

## Legado
«La Sampablera» se convirtió en un venezolanismo para describir situaciones de confusión y el desorden, además del episodio histórico.